# Conostigmus muesebecki
Conostigmus muesebecki är en stekelart som först beskrevs av Paul Dessart och Lubomir Masner 1965.  Conostigmus muesebecki ingår i släktet Conostigmus och familjen trefåresteklar. Inga underarter finns listade i Catalogue of Life.